# Mulvia albizona
Mulvia albizona är en insektsart som först beskrevs av Maximilian Spinola 1839.  Mulvia albizona ingår i släktet Mulvia och familjen Ricaniidae. Inga underarter finns listade i Catalogue of Life.